# Drona (Star Trek: Voyager)
„Drona” (titlu original: „Drone”) este al 2-lea episod din al cincilea sezon al serialului TV american științifico-fantastic Star Trek: Voyager și al 96-lea în total. A avut premiera la 21 octombrie 1998 pe canalul UPN.

## Prezentare
Emițătorul mobil al Doctorului este avariat în timpul teleportării dintr-o misiune, fuzionând cu nanosondele Borg a lui Seven of Nine și cu ADN-ul unui Aspirant de sex masculin, pentru a da naștere unui Borg al secolului 29.

## Actori ocazionali
- J. Paul Boehmer – Drona Unu
- Todd Babcock – Ens. Mulchaey

## Vezi și
- „The Abandoned”, episod Star Trek: Deep Space Nine
- „I, Borg”, episod Star Trek: Generația următoare